# 劉雪庵
刘雪庵（1905年11月12日—1985年3月15日），笔名有晏如、吴青、苏崖。重庆铜梁人，作曲家、音乐教育家。民国时代流行歌曲《何日君再来》、《长城谣》、艺术歌曲《红豆词》的作曲者，也是中华民国空军军歌的作曲者。

## 生平
1905年11月12日生于重庆铜梁。1930年考入国立音乐专科学校，1934年毕业，在中央航空学校任教，后在上海音乐艺文社《音乐杂志》作编辑。抗战胜利后在苏州社教学院任教。1949年留在大陆，先后在苏南文化教育学院、江苏师范学院、华东师范大学、北京艺术师范学院、中央音乐学院任教。1957年因《何日君再来》歌曲被打成右派，被剥夺讲课资格，任图书管理员。1969年被押送河北军粮城农场劳改。1975年因几乎双目失明，失去劳动能力，被遣送回北京家中。1979年被口头平反。然而书面结论直到1982年才交给他本人，结论中仍将《何日君再来》与《红豆词》定为黄色歌曲。1985年3月15日病逝于北京医学院第一附属医院。
上海音樂學院的老師這樣描述劉雪庵的晚年：「他已被打得失明，每天坐在一張特製的椅子上，椅子挖了個洞，下面放個馬桶，椅子中間架個扶手，用一根木棍橫擋著，以免他摔下來，扶手上掛著幾個饅頭，讓老人家餓了可以吃。」

## 主要作品
- 何日君再来（1937，电影《三星伴月》插曲）
- 长城谣（1937，电影《关山万里》插曲）
- 壮志凌霄（1946，中华民国空军军歌之一。1946年是抗战胜利后的一年，航空委员会更名空军总司令部。整个抗战时间，空军官兵共牺牲4321人，出现许多动人英雄事迹。为了发挥空军军魂，空军司令部广泛征集空军军歌。最后选定空军政治部主任简朴作词的《空军军歌》、陶伟生作词的《保卫领空》、杨泓作词的《永生的八一四》、叶逸凡作词的《壮志凌霄》、傅清石作词的《西子姑娘》为空军军歌，均由刘雪庵作曲。）
- 人民解放进行曲（1949）
- 飞雁（1956，根据古曲《平沙落雁》创作）
- 采莲谣（另有兩個分別由黄自、陳田鶴作曲的版本）
- 忆后湖
- 踏雪寻梅
- 枫桥夜泊
- 红豆词
- 中華民國空軍軍歌
- 中華民國空軍軍官學校校歌
- 民族至上
- 西子姑娘
- 飘零的落花
- 春夜洛城闻笛

### 引用
1. ↑  龍應台. . 印刻文學. 2016-04-19. ISBN 9789863870920.